# ΕpsilonΦ
εpsilonΦ（イプシロンファイ）は、メディアミックス作品『from ARGONAVIS』に登場する架空のオルタナティブロックバンド、ならびにそれを元としたバンドユニット。イメージカラーは■KYO MURASAKI（赤紫）。略称は「イプシ」。

## 概要
メディアミックス作品『from ARGONAVIS』の活動の一環で結成された。

### 作中のバンドについて
京都出身のオルタナバンド、として設定されており、中学生のメンバーをリーダーとして結成された。結成時は全員が中高生であり、現在もほとんどが未成年。一方で楽曲や演奏のクオリティが非常に高いとされている。
作中でヒールの役割を担っているバンドであり、悪意や憎悪、復讐心、独占欲などの強い悪感情を抱えたメンバーが多い。また、全員大きな会社の御曹司やその関係者である。一方で、家族との不和や問題を抱えたメンバーが多く、自分の親ら権力層、勝者への反抗がテーマのひとつとなっている。
キャッチコピーは「極彩色の不協和音」。「玩具箱」や「いたずら」といったイメージやモチーフも多く用いられる。
プロジェクト内で唯一、独自のYouTubeチャンネルを持ち、ボカロ曲を中心とした「歌ってみた」の投稿などを行っていた。
キャラクターの担当声優は、音楽ライブにはボーカル・コーラスを務めるキャストのみが出演するが、ラジオや生放送、朗読イベントなどにはその他のキャストが参加することもある。

### ライブ活動
『from ARGONAVIS』発の一部のバンドは、キャラクターの声を担当する声優が楽器を実際に演奏しライブ活動を行っているが、εpsilonΦに関しては、楽器隊にプロミュージシャンのサポートメンバーを迎えて活動している。なお、基本的には毎回同じメンバーがサポートに入っている。
作中に登場する同名のバンド「εpsilonΦ」の"キャラクターとして"ステージに立ち、演奏や歌唱、MC（声優陣のみ）を行う。サポートメンバーも含めて、衣装・ヘアメイクなどでキャラクターを表現し、前述のような作中のキャラクターの世界観・ステージを再現している。一部のライブや、アンコールパートなどではキャスト本人として歌唱やMCを行うこともある。

### 音楽性
シンセサイザーを用いた電子音楽を主体とし、楽曲ジャンルはオルタナティヴ・ロック、エレクトロ・ロック、テクノポップなど幅広い。ボカロ曲をはじめとした、インターネット上のインディーズ音楽全般の要素を幅広くモチーフとしている傾向がある。代表曲は凛として時雨のTKが楽曲提供をした。
ボーカル・宇治川紫夕（榊原優希）とギターボーカル・二条遥（梶原岳人）両者のハイトーンボイスが絡み合うような楽曲が特徴的。なお、各ボーカルがソロで歌う曲も存在する。
前述のキャラクター設定に準じ、悪意や憎悪、歪んだ愛情、ルサンチマンなどの捻くれたモチーフを歌詞に採用した、攻撃的で狂気的な楽曲が多い。一方で、宇治川紫夕役・榊原の高い表現力により、その裏の本心が繊細に表現されたような楽曲も存在する。
楽曲は基本的に作品のストーリー、キャラクターの心情などに基づいて作られ、TK（凛として時雨）やTAKE（FLOW）など、様々な作曲家・有名アーティストから提供を受けている。

## メンバー

### 担当声優
- 榊原優希：宇治川紫夕（Vo.） 役
- 梶原岳人：二条遥（Gt.&Vo.） 役
- 市川太一：二条奏（Ba.） 役
- 峰岸佳 → 石谷春貴：鞍馬唯臣（Syn.） 役[注 1]
- 立花慎之介：烏丸玲司（Dr.） 役

### ライブ出演メンバー
サポートメンバーについては「めんま as 二条 奏」のように、担当するキャラクターが示唆される形で表記される。
リアルバンドとして活動するArgonavisやGYROAXIAのメンバーと同じく、担当キャラクターを思わせる衣装を着用。一部のサポートメンバーについてはウィッグを着用し、よりキャラクターに近づけた外見でステージに立っている。一方、サポートメンバーは声を担当していないため、ステージ上でのMCは行わない（ライブ本編終了後のフリートークを除く）。
基本的には固定のサポートメンバーで活動を行っている。
- 榊原優希：ボーカル（宇治川紫夕）担当
- 梶原岳人：ボーカル（二条遥）担当

キャラクターは本来ギター&ボーカル担当だが、ボーカルのみを担当。
- 藤井健太郎：ギター担当

ステージには登場せず、ステージ袖にて二条遥のギター演奏を担当。
- めんま：ベース（二条奏）担当
- 翔馬：シンセサイザー（鞍馬唯臣）担当
- 北村望：ドラム（烏丸玲司）担当

## 作品

### シングル
|     | 発売日        | タイトル                          | 販売形態   | 規格品番   | 形態       | オリコン 最高位 |
| --- | ------------- | --------------------------------- | ---------- | ---------- | ---------- | --------------- |
| 1st | 2021年7月14日 | Cynicaltic Fakestar/Sake it L0VE! | CD+Blu-ray | BRMM-10434 | 初回限定盤 | 15位            |
| 1st | 2021年7月14日 | Cynicaltic Fakestar/Sake it L0VE! | CD         | BRMM-10435 | 通常盤     | 15位            |

### アルバム
|     | 発売日        | タイトル | 販売形態   | 規格品番   | 形態       | オリコン 最高位 |
| --- | ------------- | -------- | ---------- | ---------- | ---------- | --------------- |
| 1st | 2022年9月21日 | Friction | CD+Blu-ray | ARCA-10008 | 初回限定盤 | 41位            |
| 1st | 2022年9月21日 | Friction | CD         | ARCA-10009 | 通常盤     | 41位            |

### 配信シングル
| 発売日         | タイトル      |
| -------------- | ------------- |
| 2020年9月25日  | Play With You |
| 2021年3月14日  | End of reason |
| 2022年3月2日   | ユメノアト    |
| 2022年3月16日  | Egoistic才Φ   |
| 2023年12月26日 | Overlord      |

### 参加作品
| 発売日         | タイトル                            | 楽曲 | 収録曲                                                                                        |
| -------------- | ----------------------------------- | --- | --------------------------------------------------------------------------------------------- |
| 2020年12月9日  | 銀の百合/バンザイRIZING!!!/光の悪魔 | 「光の悪魔」 「Play With You」 「ロキ」                                                                                          | εpsilonΦ                                                                                      |
| 2021年2月3日   | AAside                              | 「AAside」 | 七星 蓮 × 旭 那由多 × FELIX × 神ノ島風太 × 宇治川紫夕                                         |
| 2021年11月19日 | ARGONAVIS Cover Collection -Marble- | 「Unravel」 「Enigmatic Feeling」 「key plus words」 「私がモテないのはどう考えてもお前らが悪い」 「Happy Halloween」 「千本桜」 | εpsilonΦ                                                                                      |
| 2022年3月23日  | 銀の新星＜SILVER NOVA＞             | 「銀の新星＜SILVER NOVA＞」 | Argonavis feat. 二条 遥 from εpsilonΦ                                                         |
| 2024年4月10日  | キミが見たステージへ                | 「キミが見たステージへ 」 | from ARGONAVIS（七星 蓮×旭 那由多×FELIX×神ノ島風太×宇治川紫夕×二条 遥×淀川麟太郎×天王寺龍介） |
| 「Overlord」   | εpsilonΦ                            | |                                                                                               |

## ライブ・コンサート

### 単独ライブ
| # | 開催年 | 公演日程 | タイトル                      | 会場                                  |
| - | ------ | -------- | ----------------------------- | ------------------------------------- |
| 1 | 2024年 | 3月3日   | εpsilonΦ LIVE 2024 -Overlord- | 全1公演： 大宮ソニックシティ 大ホール |

### 合同ライブ
| #                          | 開催年                     | タイトル | 出演者                     | 共演                                                                  | 公演日・会場                               |
| ARGONAVIS from BanG Dream! | ARGONAVIS from BanG Dream! | ARGONAVIS from BanG Dream!                                                                                     | ARGONAVIS from BanG Dream! | ARGONAVIS from BanG Dream!                                            | ARGONAVIS from BanG Dream!                 |
| -------------------------- | -------------------------- | --- | -------------------------- | --------------------------------------------------------------------- | ------------------------------------------ |
| 1                          | 2020年                     | ARGONAVIS AAside ライブ・ロワイヤル・フェス2020                                                                | 榊原優希                   | Argonavis GYROAXIA Fantôme Iris 風神RIZING!                           | 全1公演：10月10日 東京ガーデンシアター     |
| from ARGONAVIS             |                            | |                            |                                                                       |                                            |
| 2                          | 2022年                     | ARGONAVIS LIVE 2022 : 1st SHOW ARGONAVIS LIVE 2022 COVER FESTIVAL mini 2nd SHOW from ARGONAVIS 1st LIVE -始動- | 全員                       | Argonavis GYROAXIA Fantôme Iris 風神RIZING！                          | 全2公演：1月2日 パシフィコ横浜国立大ホール |
| 3                          | 2022年                     | ARGONAVIS Concept LIVE TOUR 宇治川紫夕 Presents TOY’S                                                          | 榊原優希 めんま            | 伊藤昌弘 前田誠二 森嶋秀太 秋谷啓斗 宮内告典 YOUSAY 芝山武憲 目黒郁也 | 全1公演：10月29日 Zepp Nagoya              |
| 4                          | 2023年                     | from ARGONAVIS 2nd LIVE -Rezonance- DAY2                                                                       | 全員                       | Argonavis Fantôme Iris                                                | 全1公演：1月8日 TOKYO DOME CITY HALL       |
| 5                          | 2025年                     | from ARGONAVIS LIVE 2025 カオティックステージ                                                                  | 全員                       | GYROAXIA Fantôme Iris                                                 | 日比谷公園大音楽堂                         |